# Sân bay quốc tế Hat Yai
Sân bay Quốc tế Hat Yai (mã sân bay: HDY|VTSS) là một sân bay quốc tế tại thành phố Hat Yai của Thái Lan. Sân bay này thuộc quản lý của Cục sân bay Thái Lan. Đây là sân bay cửa ngõ quan trọng cho tín đồ Hồi Giáo hành hương ở Thánh địa Mecca. Sân bay này phục vụ 800.000 khách, 9.500 chuyến bay và 12.000 tấn hàng hóa mỗi năm. Tọa độ sân bay này: longitude 100° 23' 55" N and latitude 06° 55' 46" E, 92 feet (28 m) trên mực nước biển, cách trung tâm Hat Yai 9 km, được nối bằng Đường cao tốc số 4135 (Sanambin Panij). Sân bay này phục vụ từ 6h sáng đến 24 giờ.
Trong các loạt đánh bom năm 2005 ở Songkhla, một quả bom được cài đặt trong sảnh đi của nhà ga bởi những kẻ ly khai Pattani phát nổ ngày 3/4/2005 giết chết 1 người và làm bị thương 10 người.
Đường băng dài 3000 m có thể phục vụ 30 chuyến bay/h. Có 7 đường lăn và khu đậu máy bay (apron) rộng 56.461 m².

## Các tuyến bay và các hãng hàng không hoạt động

#### Nội địa
- AirAsia
  - Thai AirAsia (Bangkok-Don Mueang)
- Orient Thai Airlines
- One-Two-GO Airlines (Bangkok-Don Mueang)
- Thai Smile (Bangkok-Suvarnabhumi)
- Nok Air (Bangkok-Don Mueang, Phuket)

#### Quốc tế (ngưng)
- SilkAir (Singapore)
- Tiger Airways (Singapore)

## Hình ảnh

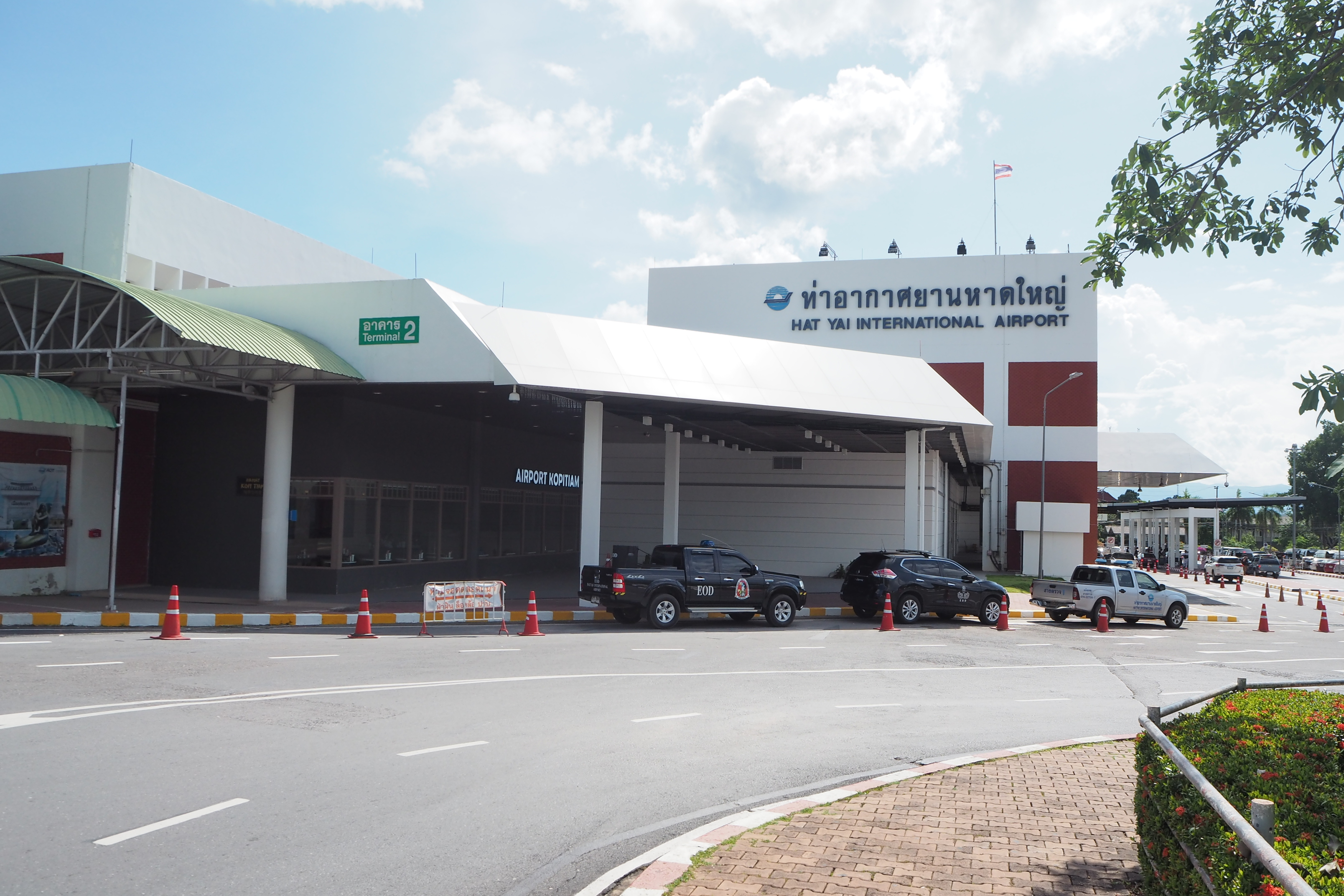
Lối vào sân bay
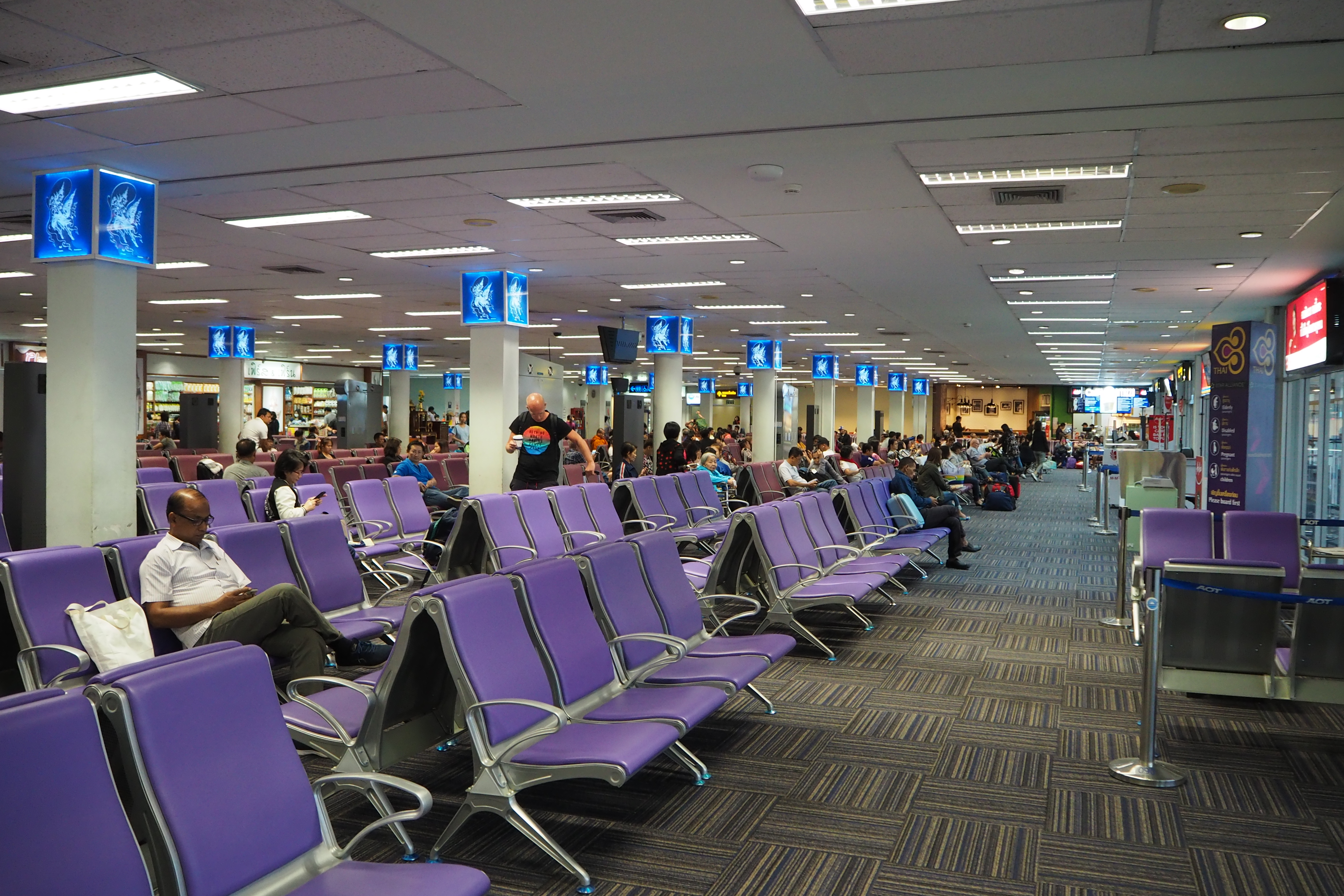
Ga nội địa sân bay quốc tế
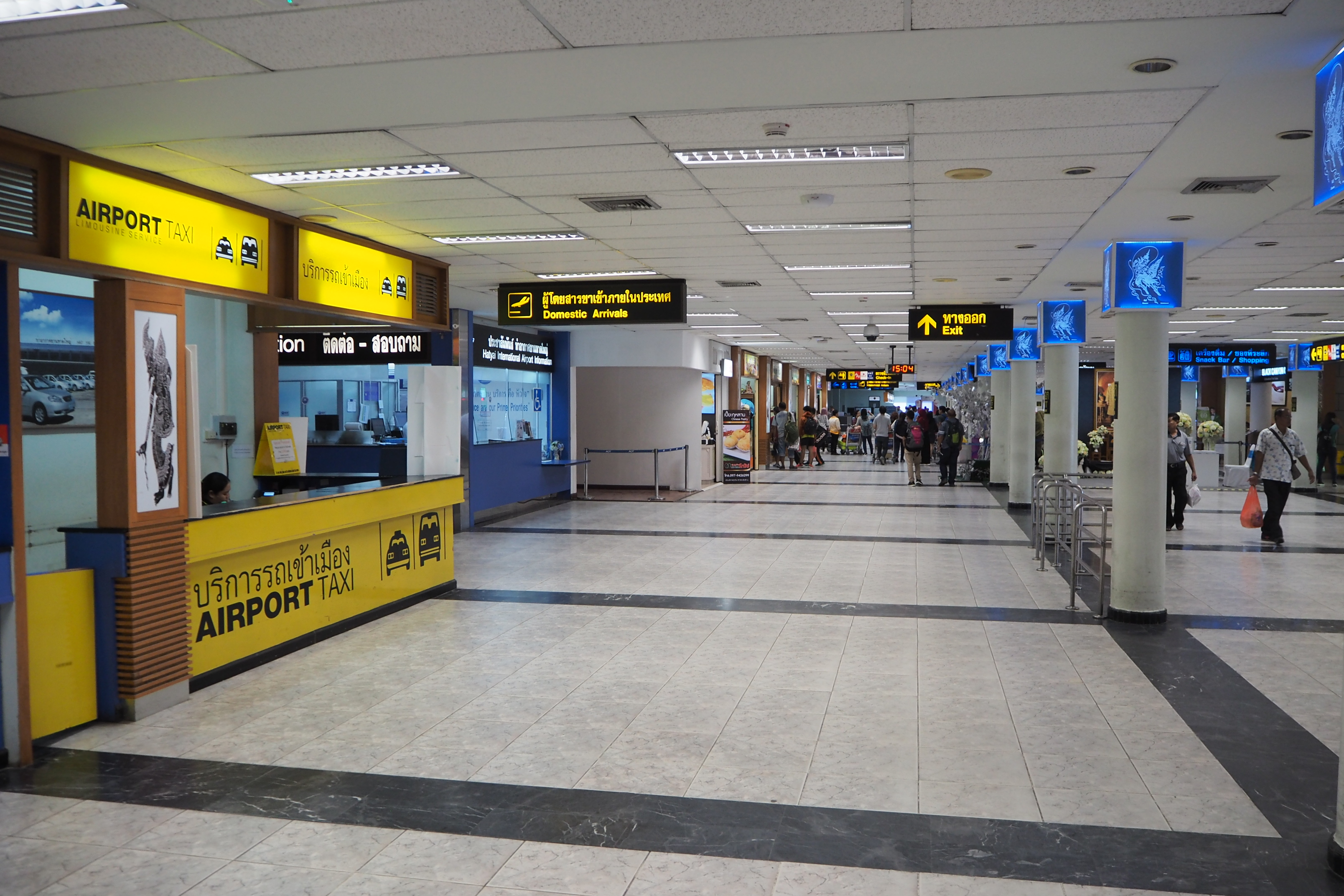
Sảnh đến
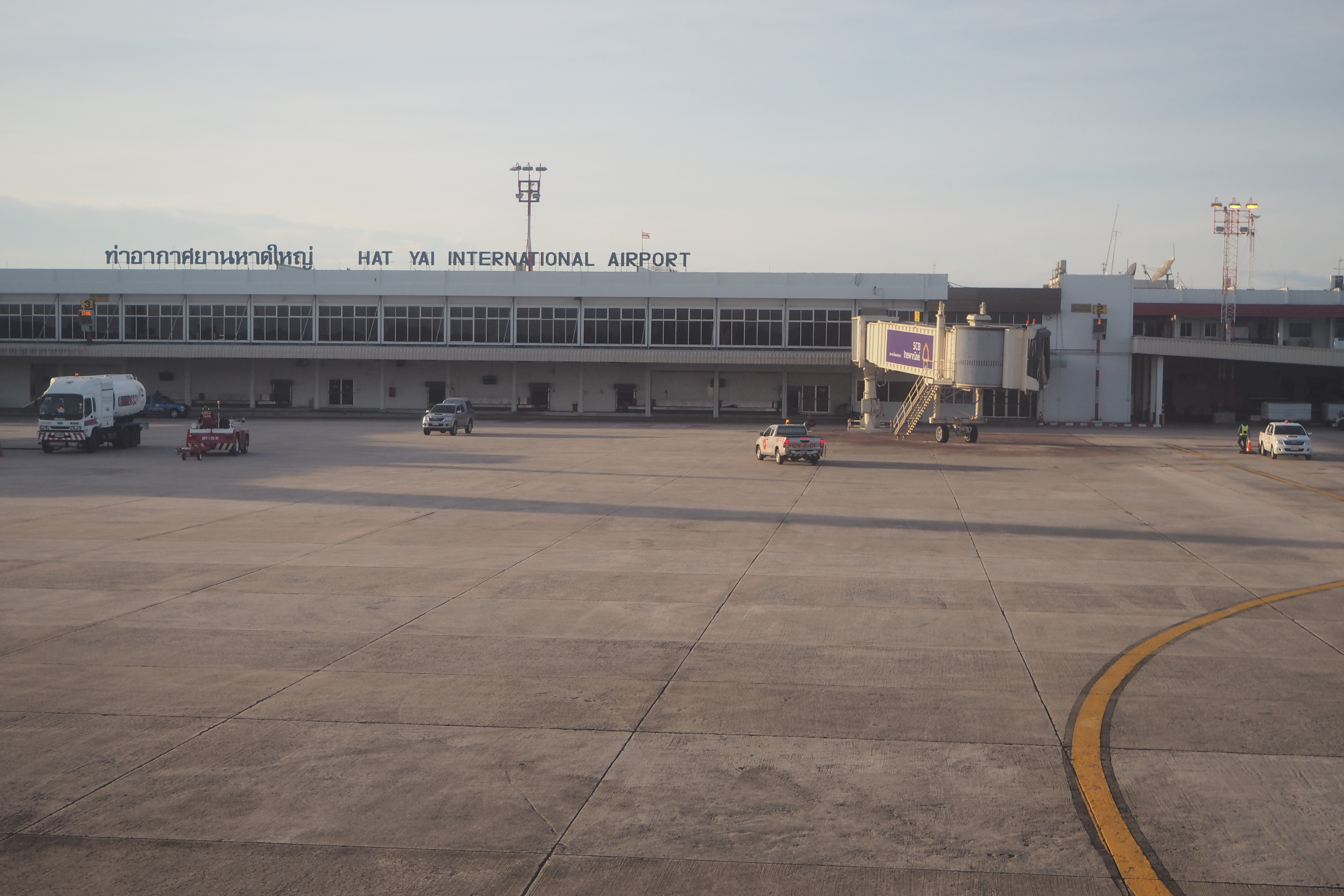
Cổng số 4
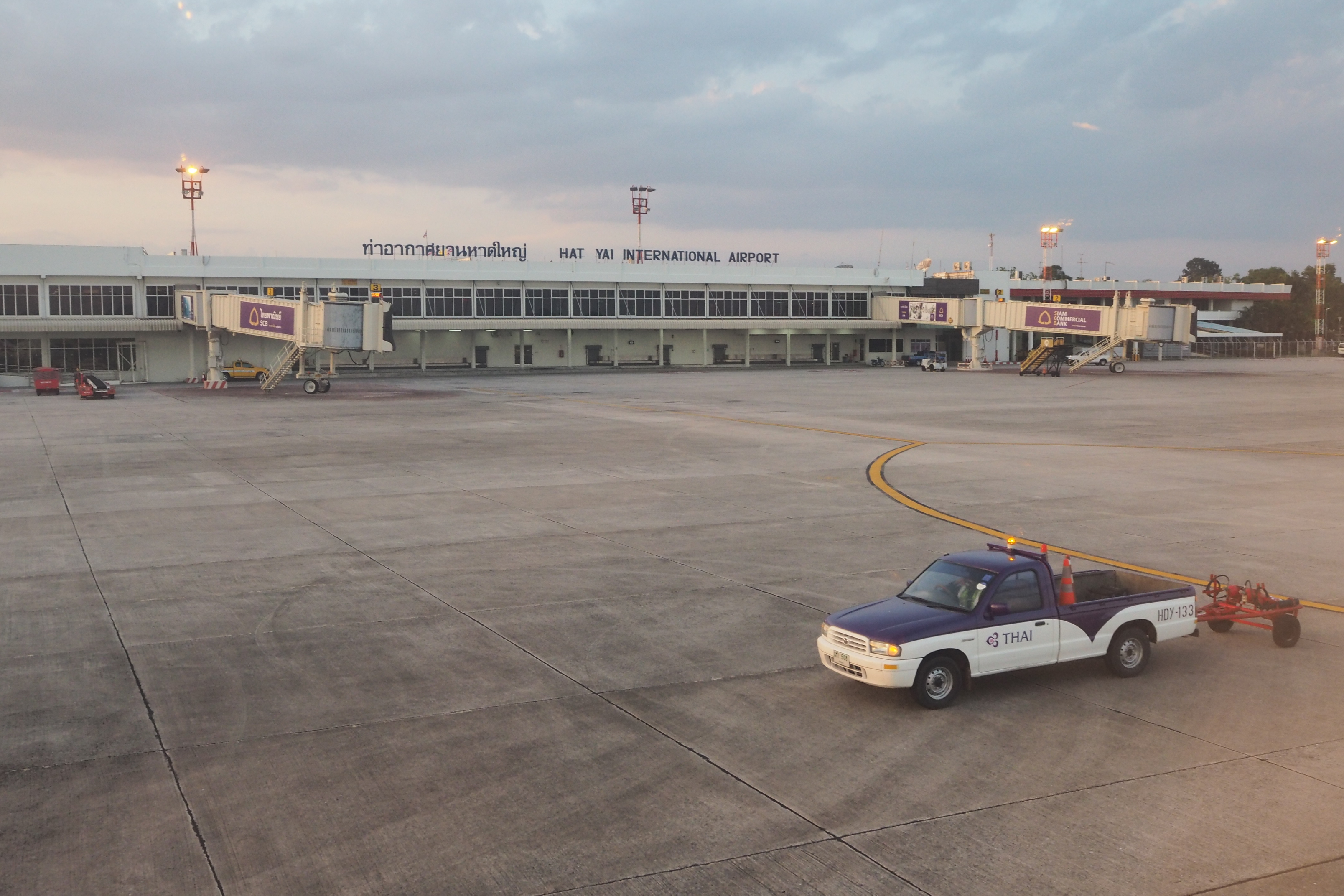
Bãi đậu máy bay
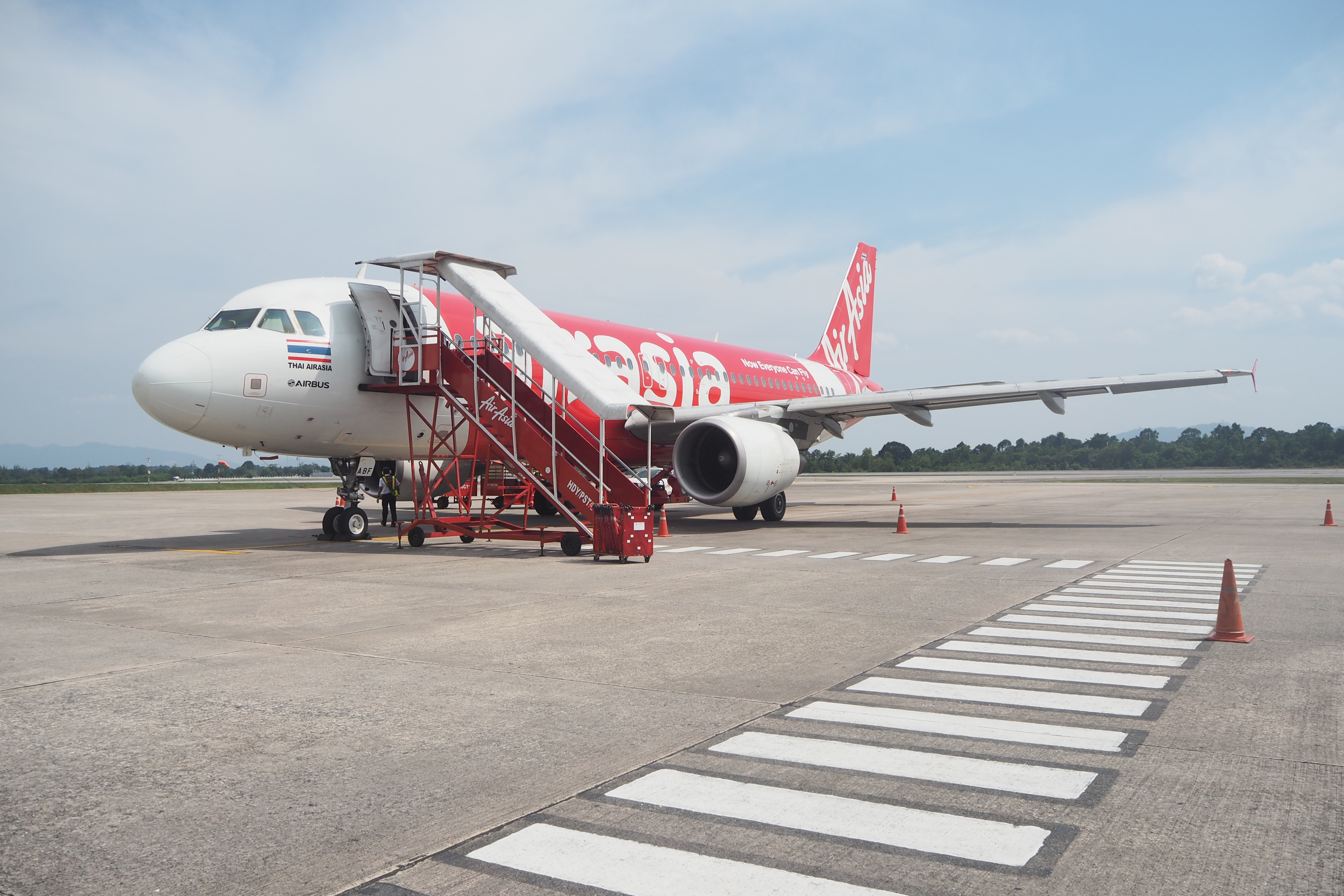
Thai AirAsia Airbus A320 tại sân bay quốc tế Hat Yai